# Kakuna
Koordinaten: 58° 28′ N, 23° 16′ O
Kakuna ist ein Dorf (estnisch küla) auf der größten estnischen Insel Saaremaa. Es gehört zur Landgemeinde Saaremaa (bis 2017: Landgemeinde Pöide) im Kreis Saare.

## Einwohnerschaft und Lage
Das Dorf hat neunzehn Einwohner (Stand 31. Dezember 2011). Es liegt 51 Kilometer nordöstlich der Inselhauptstadt Kuressaare an der Ostsee-Bucht von Arju (Arju laht). Östlich der Bucht liegt die Halbinsel Kübassaare (Kübassaare poolsaar).